# 油木町
油木町（ゆきちょう）は、かつて広島県の中東部に存在した町。神石郡に属した。
2004年11月5日に神石郡の他の3町村（三和町・神石町および豊松村）と新設合併し、神石郡神石高原町に移行したことに伴い消滅した。
なお、広島県には佐伯郡にも「ゆきちょう」があったがそちらは「湯来町」（2005年4月25日広島市佐伯区に編入）と表記する。

## 沿革
- 1889年4月1日 - 市町村制施行。町域には、いずれも神石郡に属する上野村、小野村、新坂村、李村、近田村、花済村、油木村の7村が存在した。
- 1897年7月11日 - 上野村、李村、近田村、花済村が新設合併して仙養村が成立する。
- 1917年8月1日 - 油木村が町制施行して油木町が成立する。
- 1955年4月1日 - 油木町及び小野村の全域、新坂村の一部が新設合併して新たに油木町が成立する。
  - 新坂村の残部は比婆郡東城町（現：庄原市）に編入。
- 1956年3月31日 - 油木町と仙養村が新設合併して新たに油木町が成立する。
- 2004年11月5日 - 神石郡全町村、神石町、三和町、豊松村との新設合併により神石高原町が成立したことに伴い消滅する。

## 町長
- 丹下乾三

## 名誉町民
- 石井壽一 … 大阪日日新聞社戦後初代社長

## 地理
川
- - 成羽川（東城川）
  - 福桝川
  - 帝釈川
  - 小田川

（いずれも高梁川水系）
山
- - 権現山（標高678.2m）

## 名所・旧跡
- 仙養ヶ原

## 産業
- 農業が主産業である。1947年（昭和22年）12月6日、広島県内に昭和天皇の戦後巡幸があった際には、町の農業会長が召し出され「和牛改良」について奏上する機会を得ている[1]。

## 大字
- 上野（うえの）
- 小野（おの）
- 新免（しんめん）
- 李（すもも）
- 近田（ちかだ）
- 花済（はなずみ）
- 安田（やすだ）
- 油木（ゆき）

## 交通（2004年11月4日当時のデータ）

### 鉄道
- 町内は一切通っていない。芸備線東城駅等からのアクセスとなる。

### 道路
国道
- 国道182号
- 国道314号…町内は全区間国道182号と重用。

主要地方道
- 岡山県道・広島県道9号芳井油木線
- 広島県道21号加茂油木線
- 広島県道27号吉舎油木線

一般県道
- 広島県道・岡山県道105号前原谷仙養線
- 岡山県道・広島県道106号布賀油木線
- 広島県道・岡山県道107号奈良備中線
- 広島県道259号帝釈峡井関線
- 広島県道411号木割谷小吹線
- 広島県道412号牧油木線
- 広島県道416号三和油木線
- 広島県道451号三坂手入線

## 教育（2004年11月4日当時のデータ）
小学校
- 油木町立上野小学校…2005年3月廃校。
- 油木町立近田小学校…2005年3月廃校。
- 油木町立安田小学校…2005年3月廃校。
- 油木町立油木小学校

中学校
- 油木町立油木中学校

高等学校
- 広島県立油木高等学校

## 油木町出身の有名人
- 赤木淳子 … 元広島FM放送アナウンサー。現在は広島地区のローカルタレントとして活躍中。